# Grande Prêmio de Mônaco de 1978
Resultados do Grande Prêmio de Mônaco de Fórmula 1 realizado em Montecarlo em 7 de maio de 1978. Quinta etapa da temporada, nele o francês Patrick Depailler, da Tyrrell-Ford, conquistou a primeira vitória de sua carreira.

## Resumo
Estreia de Reginaldo Leme como comentarista de Fórmula 1 na Rede Globo, função desempenhada até o Grande Prêmio do Brasil de 2019.

## Classificação da prova
| Pos. | Nº | Piloto                | Construtor         | Voltas | Tempo/Diferença     | Grid | Pontos |
| ---- | -- | --------------------- | ------------------ | ------ | ------------------- | ---- | ------ |
| 1    | 4  | Patrick Depailler     | Tyrrell-Ford       | 75     | 1:55:14.66          | 5    | 9      |
| 2    | 1  | Niki Lauda            | Brabham-Alfa Romeo | 75     | + 22.45             | 3    | 6      |
| 3    | 20 | Jody Scheckter        | Wolf-Ford          | 75     | + 32.29             | 9    | 4      |
| 4    | 2  | John Watson           | Brabham-Alfa Romeo | 75     | + 33.53             | 2    | 3      |
| 5    | 3  | Didier Pironi         | Tyrrell-Ford       | 75     | + 1:08.06           | 13   | 2      |
| 6    | 35 | Riccardo Patrese      | Arrows-Ford        | 75     | + 1:08.77           | 14   | 1      |
| 7    | 8  | Patrick Tambay        | McLaren-Ford       | 74     | + 1 volta           | 11   |        |
| 8    | 11 | Carlos Reutemann      | Ferrari            | 74     | + 1 volta           | 1    |        |
| 9    | 14 | Emerson Fittipaldi    | Fittipaldi-Ford    | 74     | + 1 volta           | 20   |        |
| 10   | 15 | Jean-Pierre Jabouille | Renault            | 71     | + 4 voltas          | 12   |        |
| 11   | 5  | Mario Andretti        | Lotus-Ford         | 69     | + 6 voltas          | 4    |        |
| Ret  | 12 | Gilles Villeneuve     | Ferrari            | 62     | Acidente            | 8    |        |
| Ret  | 6  | Ronnie Peterson       | Lotus-Ford         | 56     | Câmbio              | 7    |        |
| Ret  | 7  | James Hunt            | McLaren-Ford       | 43     | Problema de direção | 6    |        |
| Ret  | 36 | Rolf Stommelen        | Arrows-Ford        | 38     | Problemas físicos   | 19   |        |
| Ret  | 27 | Alan Jones            | Williams-Ford      | 29     | Vazamento de óleo   | 10   |        |
| Ret  | 22 | Jacky Ickx            | Ensign-Ford        | 27     | Freios              | 16   |        |
| Ret  | 16 | Hans-Joachim Stuck    | Shadow-Ford        | 24     | Acidente            | 17   |        |
| Ret  | 26 | Jacques Laffite       | Ligier-Matra       | 13     | Câmbio              | 15   |        |
| Ret  | 18 | Rupert Keegan         | Surtees-Ford       | 8      | Transmissão         | 18   |        |
| DNQ  | 9  | Jochen Mass           | ATS-Ford           |        |                     |      |        |
| DNQ  | 17 | Clay Regazzoni        | Shadow-Ford        |        |                     |      |        |
| DNQ  | 10 | Jean-Pierre Jarier    | ATS-Ford           |        |                     |      |        |
| DNQ  | 19 | Vittorio Brambilla    | Surtees-Ford       |        |                     |      |        |
| DNPQ | 32 | Keke Rosberg          | Theodore-Ford      |        |                     |      |        |
| DNPQ | 24 | Derek Daly            | Hesketh-Ford       |        |                     |      |        |
| DNPQ | 31 | René Arnoux           | Martini-Ford       |        |                     |      |        |
| DNPQ | 25 | Hector Rebaque        | Lotus-Ford         |        |                     |      |        |
| DNPQ | 30 | Brett Lunger          | McLaren-Ford       |        |                     |      |        |
| DNPQ | 37 | Arturo Merzario       | Merzario-Ford      |        |                     |      |        |

## Tabela do campeonato após a corrida
| Pos. | Piloto            | Pontos |
| ---- | ----------------- | ------ |
| 1    | Patrick Depailler | 23     |
| 2    | Carlos Reutemann  | 18     |
| 3    | Mario Andretti    | 18     |
| 4    | Niki Lauda        | 16     |
| 5    | Ronnie Peterson   | 14     |

| Pos. | Construtor         | Pontos |
| ---- | ------------------ | ------ |
| 1    | Lotus-Ford         | 27     |
| 2    | Tyrrell-Ford       | 24     |
| 3    | Brabham-Alfa Romeo | 20     |
| 4    | Ferrari            | 18     |
| 5    | Fittipaldi-Ford    | 6      |

- Nota: Somente as primeiras cinco posições estão listadas. As dezesseis etapas de 1978 foram divididas em dois blocos de oito e neles cada piloto podia computar sete resultados válidos. Dentre os construtores era atribuída apenas a melhor pontuação de cada equipe por prova.